# ¿Dónde pongo este muerto?
¿Dónde pongo este muerto? es una película española de 1962 dirigida por Pedro L. Ramírez. Está protagonizada por Fernando Fernán Gómez, Miguel Gila, Claude Arnold y Julia Caba Alba entre otros.

## Sipnosis
Unos recién casados, Elisa (Claude Arnold) y Ramón (Miguel Gila) ganan el concurso que patrocina el detergente "Espumín" que incluye la boda, el festín en el hotel Castellana Palace, un piso y un viaje de novios a orillas del Mediterráneo, todo ello organizado por el jefe de publicidad de la marca, Manuel (Fernando Fernán Gómez) que se las ha arreglado para que su supersticioso amigo Ramón ganase el premio. Se alojan en la habitación 313 (cuyo número no le gusta nada a Ramón), mientras que en la de al lado, la 312, se aloja el científico Don Aquiles Papillón que acaba de fingir su funeral para escapar de una banda de delincuentes. Tres hombres y una mujer entran en la habitación del sabio y lo matan para recuperar una llave que abre un dispositivo secreto. Como consecuencia, la habitación se inunda y para ocultar el cuerpo cuando llega el servicio de mantenimiento, lo ocultan en el arcón de los novios de la habitación 313. Al salir de la ducha, Ramón abre el baúl y descubre al muerto. Él y Manuel tratan por todos los medios de deshacerse del cadáver sin que nadie se dé cuenta, pero el muerto siempre regresa.

## Reparto
| Actor/Actriz          | Personaje          |
| --------------------- | ------------------ |
| Fernando Fernán Gómez | Manuel Carrasco    |
| Miguel Gila           | Ramón              |
| Claude Arnold         | Elisa              |
| Julia Caba Alba       | Dueña del hotel    |
| Gustavo Re            | Cartier            |
| Gloria Osuna          | Eva                |
| Florencio Calpe       | Jorge              |
| José Thelman          |                    |
| Ángel Lombarte        | Empleado del hotel |
| Salvador Font         |                    |
| Luis Casañas          |                    |
| José Campos           |                    |
| Eulalia Mendoza       |                    |
| Mari Carmen Otero     |                    |
| Manuel Bronchud       | Empleado del hotel |
| Marina Ferri          | Empleada del hotel |